# Zephyrhills South
Zephyrhills South ist  ein census-designated place (CDP) im Pasco County im US-Bundesstaat Florida. Das U.S. Census Bureau hat bei der Volkszählung 2020 eine Einwohnerzahl von 4.985 ermittelt. 

## Geographie
Zephyrhills South grenzt im Norden direkt an Zephyrhills und liegt rund 15 km südlich von Dade City sowie etwa 30 km nordöstlich von Tampa. In dem CDP mündet die Florida State Road 39 in den U.S. Highway 301.

## Demographische Daten
Laut der Volkszählung 2010 verteilten sich die damaligen 5276 Einwohner auf 4460 Haushalte. Die Bevölkerungsdichte lag bei 1044,8 Einw./km². 94,8 % der Bevölkerung bezeichneten sich als Weiße, 1,3 % als Afroamerikaner, 0,5 % als Indianer und 0,6 % als Asian Americans. 1,4 % gaben die Angehörigkeit zu einer anderen Ethnie und 1,4 % zu mehreren Ethnien an. 5,3 % der Bevölkerung bestand aus Hispanics oder Latinos.
Im Jahr 2010 lebten in 12,4 % aller Haushalte Kinder unter 18 Jahren sowie 60,1 % aller Haushalte Personen mit mindestens 65 Jahren. 61,8 % der Haushalte waren Familienhaushalte (bestehend aus verheirateten Paaren mit oder ohne Nachkommen bzw. einem Elternteil mit Nachkomme). Die durchschnittliche Größe eines Haushalts lag bei 2,01 Personen und die durchschnittliche Familiengröße bei 2,45 Personen.
12,7 % der Bevölkerung waren jünger als 20 Jahre, 12,3 % waren 20 bis 39 Jahre alt, 20,3 % waren 40 bis 59 Jahre alt und 54,9 % waren mindestens 60 Jahre alt. Das mittlere Alter betrug 63 Jahre. 48,6 % der Bevölkerung waren männlich und 51,4 % weiblich.
Das durchschnittliche Jahreseinkommen lag bei 33.087 $, dabei lebten 14,7 % der Bevölkerung unter der Armutsgrenze.
Im Jahr 2000 war englisch die Muttersprache von 97,25 % der Bevölkerung, spanisch sprachen 1,71 % und 1,04 % sprachen französisch.